# Homoneura dimorpha
Homoneura dimorpha är en tvåvingeart som beskrevs av Malloch 1932. Homoneura dimorpha ingår i släktet Homoneura och familjen lövflugor. Inga underarter finns listade i Catalogue of Life.